# 红宝石设计局
红宝石海洋机械中央设计局（俄语：конструкторское бюро "Рубин"）总部位于圣彼得堡。在苏联（现俄罗斯）三大潜艇设计局（红宝石设计局、孔雀石设计局、天青石设计局）中，红宝石设计局是设计潜艇级别最多、建造数量最多和历史最久的设计局。三分之二的苏俄核潜艇由该设计局设计。现任总设计师是伊戈尔·斯派斯基。

## 历史

### 早期历史

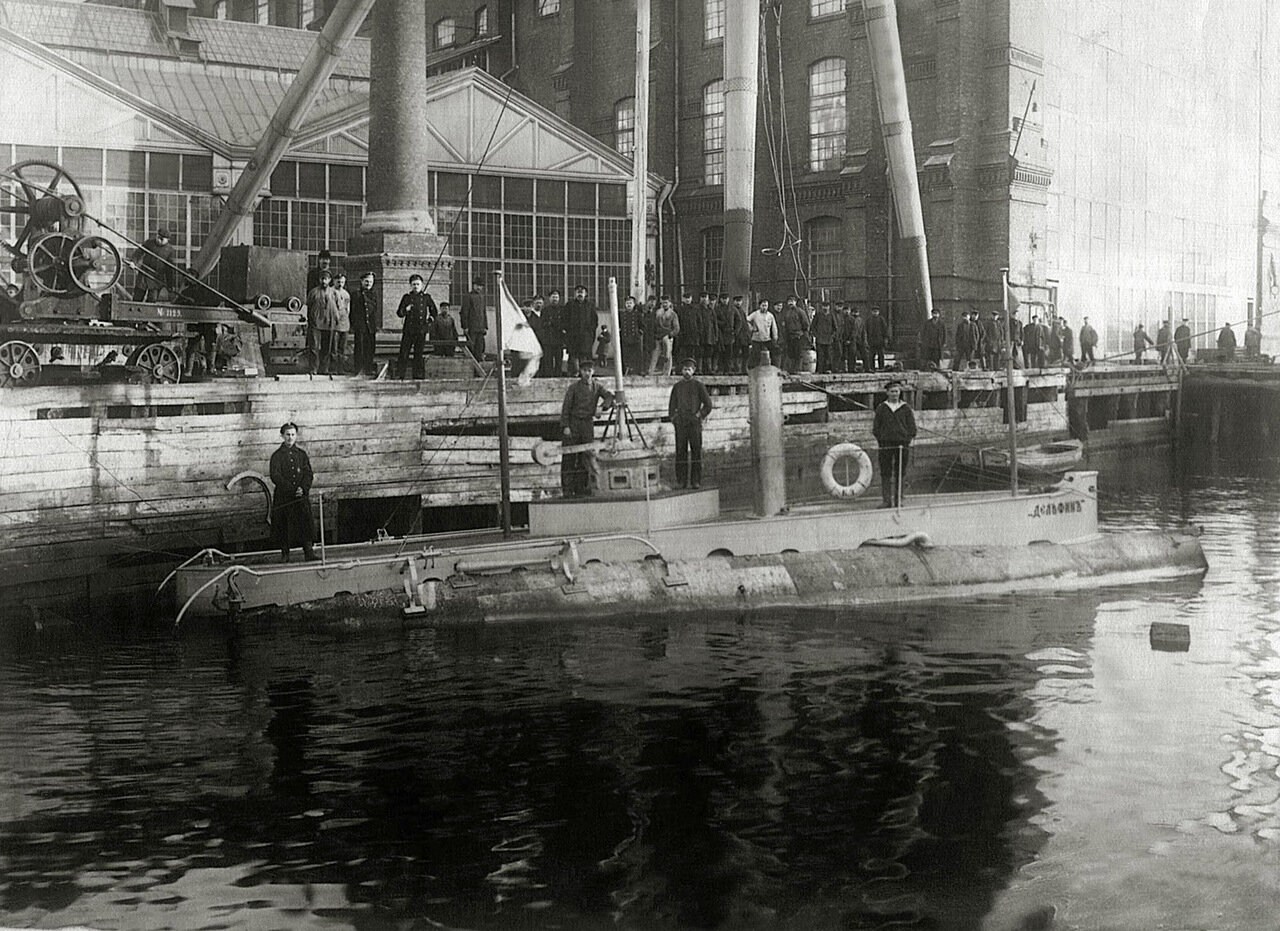
俄羅斯海軍第一艘潛艇海豚号潜艇。

20世纪初，沙俄准备自行建造用于战斗潜艇以增强其海军实力。1901年1月4日，沙俄海军部将战斗潜艇的设计任务分配给了三名海军军官，分别是：貝克利密雪夫海军上尉、I.S.Goryunov海军上尉和战舰制造高级助理I.G.Bubnov。由这三人组织人力在波罗的海海军船厂开始研制工作。第一个设计方案于1901年5月3日出炉，并在同年7月通过审批，在波罗的海海军船厂开始制造。首舰被命名为113号鱼雷艇 （Torpedo Boat No. 113，之后被改名为海豚号）。Bubnov被任命为“潜艇制造部”长官。这个“潜艇制造部”就是红宝石设计局的始祖。
这一时期“潜艇制造部”所设计的潜艇有着共同的特点是使用水平甲板。外形看起来和鱼雷快艇很相似。当时的潜艇甚至被一些军方低级官员直接称为“水下鱼雷艇”。这也就是第一艘潜艇海豚号下水之后，舷号被排在鱼雷艇序列的原因。但很幸运的是，1906年3月19日，沙俄才将潜艇单独作为战斗力量和舰艇类别。1995年12月19日，俄罗斯海军总司令颁布了每年3月19日为潜艇节的法令。而选定3月19日这一天虽然没有官方原因，但很多人认为这是与当年潜艇作为独立战舰类别的日子而定的。

### 二战前后
1926年，潜艇制造部改为第四技术局，由B.M.Malinin为总设计师，1932年被改名为中央第二军舰设计局。他设计了D系列（苏联建国后第一级潜艇）、L系列、Sch系列等潜艇。1935年，由设计师S.A.Bazilevskiy提出的空气独立推进系统。这种系统是让有限的空气在轮机系统中循环使用，从而让柴油机在水下不借助通气管而使用。空气独立推进系统在M-92号潜艇上实验，并取得了大量的实验数据。
1937年，第二军舰设计局被改名为中央第18设计局，此外在经济上改由人民国防工业第二长官部直接管理。
在二战初期，苏联建造了206艘由中央第18设计局设计的9个潜艇型号。战争之中仍有至少54艘这几个型号的潜艇的制造出来。在列宁格勒保卫战中，中央第18设计局由列宁格勒迁往高尔基市（现下新城）。

### 冷战时期

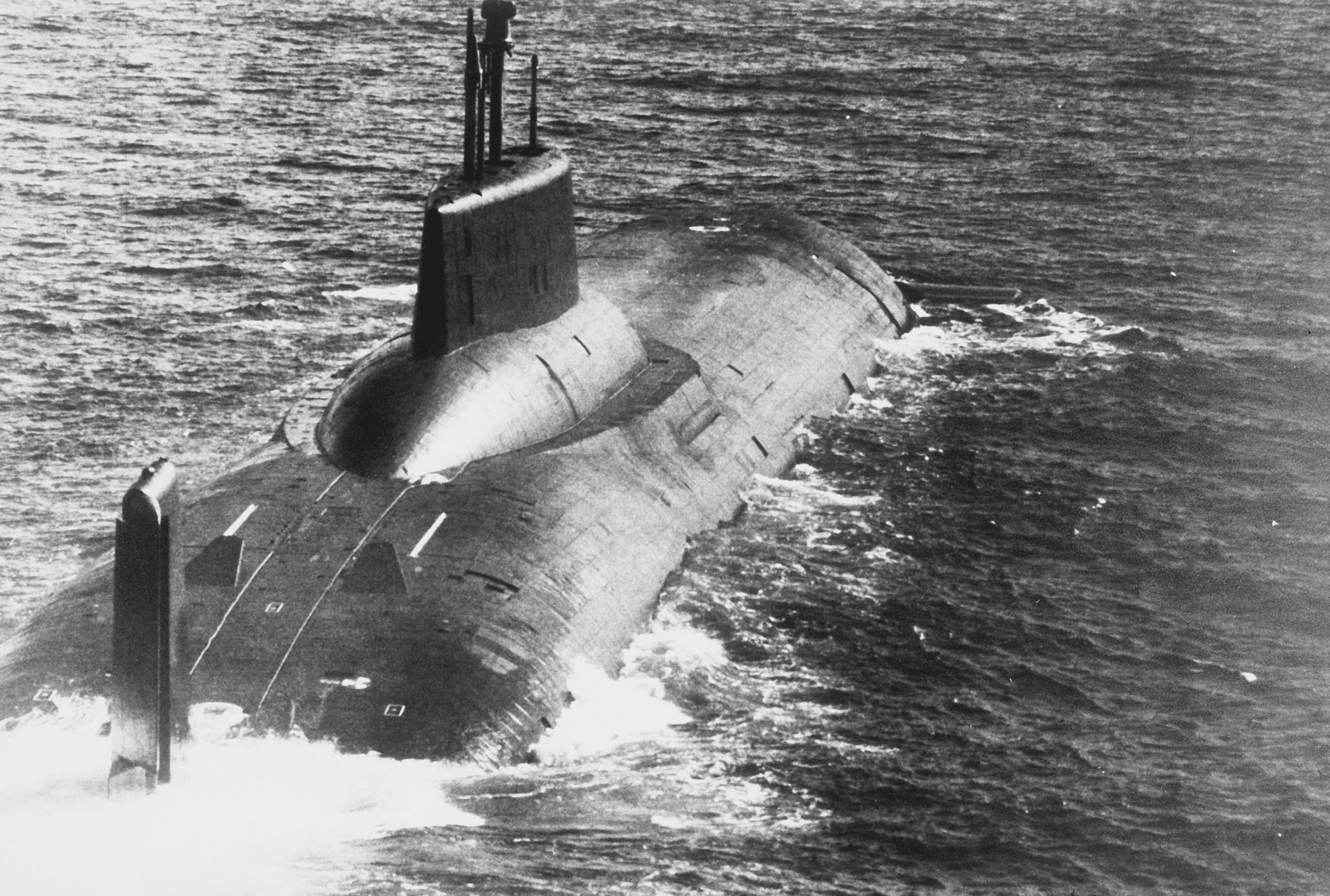
自右舷後方角度所觀看的正在航行中的蘇聯台风级核子動力潛艇，攝於1985年5月1日。台风级核潜艇只於蘇聯海軍和俄羅斯海軍服役，為世界最大的潛艦。作為彈道飛彈潛艇的台风级，可作為隱蔽的核能攻擊力量給予敵方毀滅性的打擊。迄今這些巨大的軍艦的已经没有了搭载的导弹而且也已大部成了闲置的巨物。

1947年，中央第18设计局完成了613级潜艇（北约代号W级，英文：Whiskey class）的设计。613级可以说是当时苏联和纳粹德国的很多设计结合的产物。首舰于1951年服役，同级建造了215艘，是历史上建造数量最多的潜艇纪录保持者。在这之中有25至30艘潜艇于中国建造，而建造技术也在50年代转移给了中国。
P.P.Pustyntsev在1951年至1974年担任设计局的总设计师。领导设计了641级飞航导弹潜艇（F级，1955年）。641级曾用于试验在潜艇上发射巡航导弹。这个级别建造了75艘。在1963年H级潜艇（由658级潜艇改进而来）设计完毕。这个潜艇是苏联第一个能够潜射弹道导弹的潜艇级别。而Pustyntsev也因为H级的设计而赢得列宁奖。
1963年677A型（Y级）潜艇设计完毕，被称为第二代弹道导弹潜艇。首舰于1967年交付苏联海军。677A级是苏联建造数量最多的弹道导弹潜艇，该级一共建造了34艘。在那之后，Y级改装型装备上了多弹头更远射程的导弹。677A和677B（德尔塔级）分别获得了1970年和1974年的列宁奖。
1966年，中央第18设计局改名为红宝石海洋机械中央设计局。在那之后，奥斯卡级核潜艇在1971年开始设计，1974年I·D·斯派斯基继Pustyntsev接任设计局总设计师，一直到现在。斯派斯基所领导设计中最著名的潜艇为1974年开始设计了世界上最大的潜艇台风级和有“黑洞”之称的基洛级，同时还参与了奥斯卡级。台风级别具一格的设计，让西方国家惊叹，而基洛级成功地销往了大量国家。

### 当代

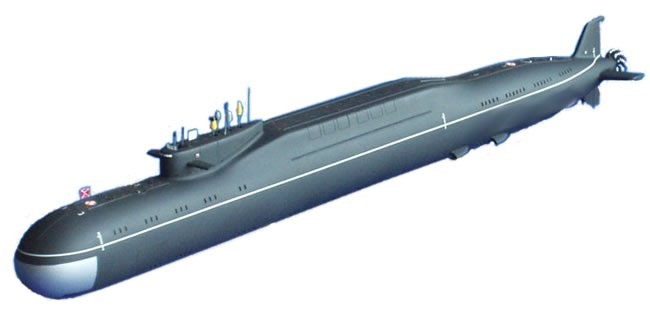
俄羅斯海軍即將服役的北风之神级彈道飛彈潛艇的模型，目前該潛艇已服役三艘，依服役順序分別為尤里·多爾戈魯基號、亞歷山大·涅夫斯基號和弗拉基米爾·莫諾馬赫號。

在苏联解体之后，由于研究经费的急剧降低，红宝石设计局开始了转型工作。从原来的政府机构转为现在的“红宝石”集团，集团包括红宝石机械设计局、红宝石股份公司，还下属多个子公司，红宝石集团还经营着位于设计所本部附近的海王星国际商务中心，并开始涉足于民用海洋机械的设计。在军用上红宝石设计局在1996年开始设计俄第四代弹道导弹潜艇北风之神级核潜艇。并且开始涉足民用海洋机械，比如红宝石设计局设计的石油钻井平台，这种平台在库页岛和北冰洋海区被广泛使用。
红宝石近年还参与设计是海上发射系统（Sea Launch），这是一种极为独特的宇宙飞船发射技术，由石油钻井平台改进而来，安置在太平洋的赤道海区。这种平台是一种极为经济的卫星或宇宙飞船发射平台，费用只相当于NASA使用陆地基地发射方法所用费用的十分之一。
目前红宝石设计局的技术人员约为2000人，平均年龄约为41岁。

## 历任总设计师
- 1901年~1926年，I·G·Bubnov
- 1926年~1948年，D·Z·Golosovsky
- 1951年~1974年，P·P·Pustyntsev
- 1974年至今，I·D·斯派斯基

## 军用潜艇设计成果

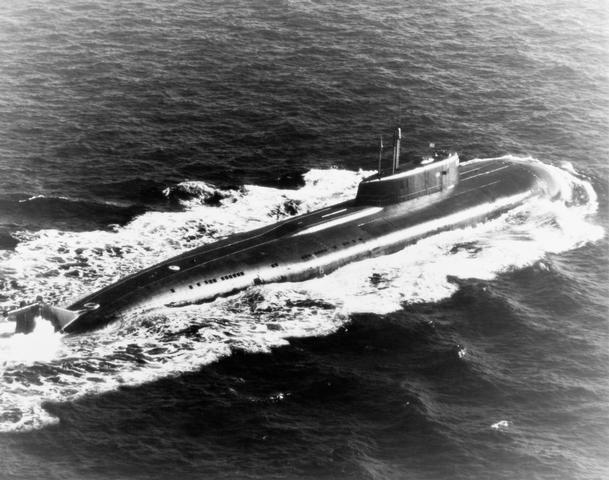
服役於俄羅斯海軍的奧斯卡II級核潛艇鄂木斯克號（K-186），這是第五艘於蘇俄太平洋艦隊服役的奧斯卡II級核潛艇。可以看見該潛艦正在於船帆上的控制台伸出潛艇天線進行通訊，照片於1994年9月5日的白令海上由美國海軍第九巡警中隊的巡邏機飛行員攝得。該潛艦屬於巡弋飛彈潛艇的一種，在船帆的兩側裝備有P-700反艦飛彈的發射管，以攻擊核子航艦戰鬥群（當初設計時的假想敵為美國）等水面戰艦為主要任務。鄂木斯克號核潛艇容易與2000年發生事故中的庫爾斯克號核潛艇（K-141）搞混，不過兩者僅為姊妹艦關係。

红宝石设计局被称为“苏俄潜艇之母”，其设计的潜艇就有数十个级别。自1901年正式开始设计战斗潜艇开始到20世纪50年代，红宝石设计局的前身是当时沙俄/苏联唯一的潜艇设计机构。而自50年代之后，苏联出现了例如孔雀石设计局、天青石设计局、莫斯科热力设计局等机构，但这丝毫未撼动红宝石“老大”的身份。根据统计，从1950年到2007年4月，由红宝石设计局（包括它的前身机构）所设计的潜艇级别，占这一时期所有苏俄潜艇的55~62%（不同级别归类造成不同数据），而建造数量更占到了70%以上。其中世界上建造数量最多的潜艇W级，215艘；世界上建造数量最多的飞航导弹潜艇E-2级，29艘；苏联建造数量最多的弹道导弹潜艇Y级，34艘（如果德尔塔4个级别放在一起计算则是德尔塔级35艘），都出自于红宝石设计局。
不仅如此，红宝石设计局的设计品質也是相当高的。以台风级核潜艇为例，作为俄亥俄级体积将近2倍的潜艇，4节的安静航速下噪声级却仅为125分贝(德尔塔IV是120，阿库拉I是110，基洛是112-117，而美军估计阿库拉I的安静性不如688初代)。俄罗斯将要在21世纪建造的几种最新潜艇--雅森级多功能核动力攻击潜艇、北风之神级核动力弹道导弹潜艇，都是由红宝石设计局设计的。

### 1901年至1945年
| 名称          | 建造数量 | 建造时期  | 备注                    |
| ------------- | -------- | --------- | ----------------------- |
| 海豚号Dolphin | 1        | 1901年    |                         |
| Kasatka级     | 6        | 1901~1925 |                         |
| Minoga号      | 1        | 1901~1925 |                         |
| 鲨鱼号Akula   | 1        | 1901~1925 |                         |
| Morzh级       | 3        | 1901~1925 |                         |
| Bars级        | 13       | 1901~1925 |                         |
| Lebed级       | 6        | 1901~1925 |                         |
| Yorsh号       | 1        | 1901~1925 |                         |
| Krab号        | 1        | 1901~1925 |                         |
| Pochtovy号    | 1        | 1901~1925 |                         |
| Dekabrist级   | 6        | 1926~1945 |                         |
| Leninets级    | 24       | 1926~1945 |                         |
| Schuka级      | 86       | 1926~1945 |                         |
| Pravda级      | 3        | 1926~1945 |                         |
| Malyutka级    | 153      | 1926~1945 |                         |
| 斯大林级      | 41       | 1926~1945 | 请勿与冷战时期的C级搞混 |
| К型           | 11       | 1926~1945 | 请勿与冷战时期的K级搞混 |
| "95计划"号    | 1        | 1926~1945 |                         |

### 1945年至2007年

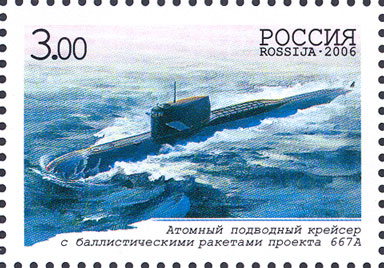
667A型
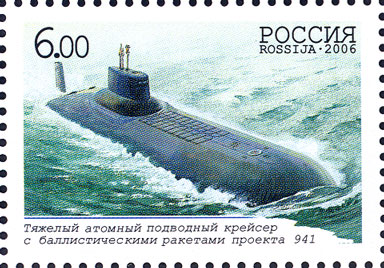
941型
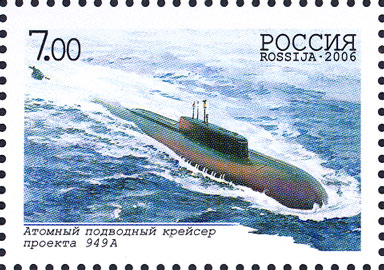
949A型

| 名称（北约代号）                                                                | 类型               | 首舰服役时间                                     | 同级数量（包括出口） | 备注                                   |
| ------------------------------------------------------------------------------- | ------------------ | ------------------------------------------------ | -------------------- | -------------------------------------- |
| 613级（威士忌级,Whiskey class）                                                 | 柴电动力攻击潜艇   | 1951年12月                                       | 215                  |                                        |
| 611级（Z级，Zulu class）                                                        | 柴电动力攻击潜艇   | 1953年12月                                       | 26                   |                                        |
| 643级（T级，Tango class）                                                       | 柴电动力攻击潜艇   | 1974年                                           | 18                   |                                        |
| 877/636级（基洛级，Kilo class）                                                 | 柴电动力攻击潜艇   | 1979年                                           | 50                   |                                        |
| 677级（拉达级，Lada class）                                                     | 柴电动力攻击潜艇   | 2004年10月28日                                   | 1                    |                                        |
| 617级（无北约代号）                                                             | AIP试验性潜艇      | 1956年3月                                        | 1                    |                                        |
| 615/A615级（Q级，Quebec class）                                                 | AIP攻击潜艇        | 1953年                                           | 30                   |                                        |
| 685级（M级，Mike class）                                                        | 核动力攻击潜艇     | 1983年                                           | 1                    | 由孔雀石开始最初设计，后改由红宝石设计 |
| 885级（雅森级，Ash class）                                                      | 核动力多用途潜艇   | ？                                               | 1                    | 2014年服役                             |
| 658级（H级，Hotel class）                                                       | 核动力弹道导弹潜艇 | 1960年                                           | 14                   |                                        |
| 677a/ay/am级（Y级，Yankee-I/I/II class）                                        | 核动力弹道导弹潜艇 | 1964年11月4日                                    | 34                   |                                        |
| 677Б/БД/БДР/БДРМ级（德尔塔级，Delta-I/II/III/IV class）                         | 核动力弹道导弹潜艇 | 1970年3月 / 1975年 / 1976年10月31日 / 1984年12月 | 10/4/14/7            |                                        |
| 941级（台风级，Typhoon class）                                                  | 核动力弹道导弹潜艇 | 1981年底                                         | 6                    |                                        |
| 北风之神级（Borey class），80年代就立项研制叫955，同时还有个短命的竞争项目叫935 | 核动力弹道导弹潜艇 | 2013年1月10日                                    |                      |                                        |
| 659级（E-1级，Echo I class）                                                    | 核动力飞航导弹潜艇 | 1957年12月28日                                   | 5                    |                                        |
| 675级（E-2级，Echo II class）                                                   | 核动力飞航导弹潜艇 | 1963年10月                                       | 29                   |                                        |
| 949/949A（奥斯卡I/II级，Oscar class）                                           | 核动力飞航导弹潜艇 | 1982年                                           | 2/14                 |                                        |

- 667A型
- 941型
- 949A型

## 民用机械设计成果

### 海上油气钻井平台

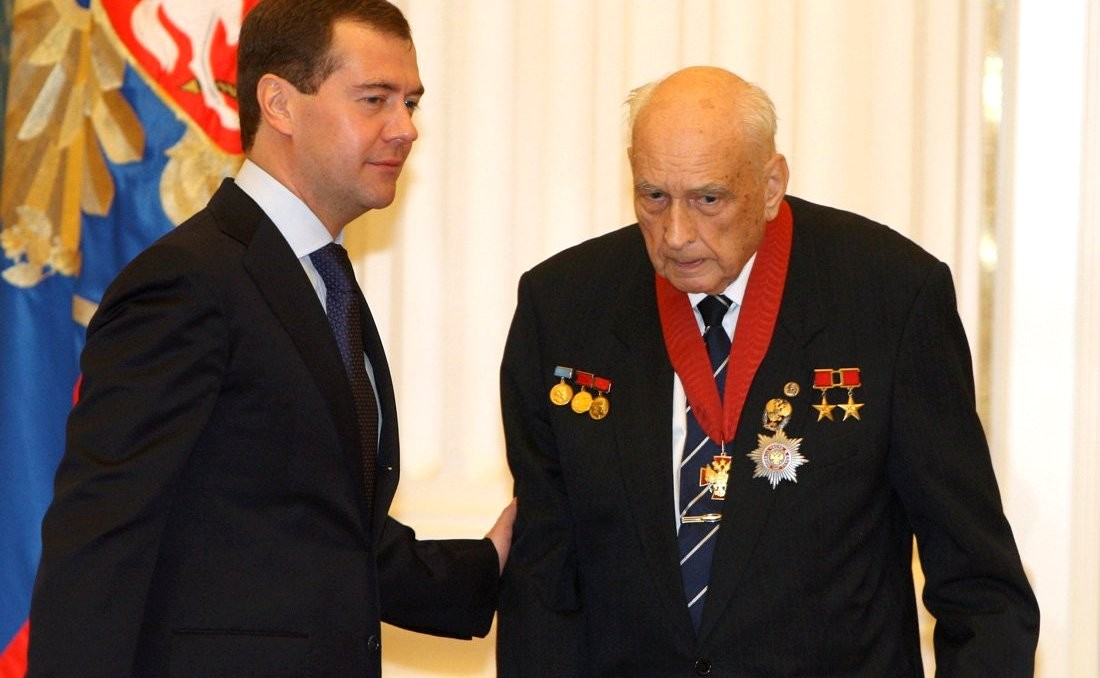
紅寶石設計局主任謝爾蓋·科瓦勒夫與俄羅斯聯邦總統德米特里·梅德維傑夫合照。

自20世纪90年代后，海上油气钻井平台。成为了红宝石的主要研究项目之一。主要用于对俄罗斯海域进行油气开发而使用的平台。而后红宝石也开始接受外国海域开发的项目。红宝石可以根据不同国家不同用户的要求制定相应的平台设计图，以达到让用户满意的效果。
而为了在将来增加红宝石设计平台的能力，红宝石将与前苏联（现总部位于乌克兰塞瓦斯托波尔）珊瑚中央设计局（Central Design Bureau “Coral”）合并。珊瑚设计局在苏联时期是专门设计钻井平台和陆基钻井的研究机构。红宝石设计的钻井平台设计通过了ISO9001质量认证。同时红宝石也是少数拥有俄罗斯海上钻井设计许可的设计机构。
这种平台已经于库页岛海区、俄北冰洋海区、俄远东海区大量使用。

### 海上发射系统

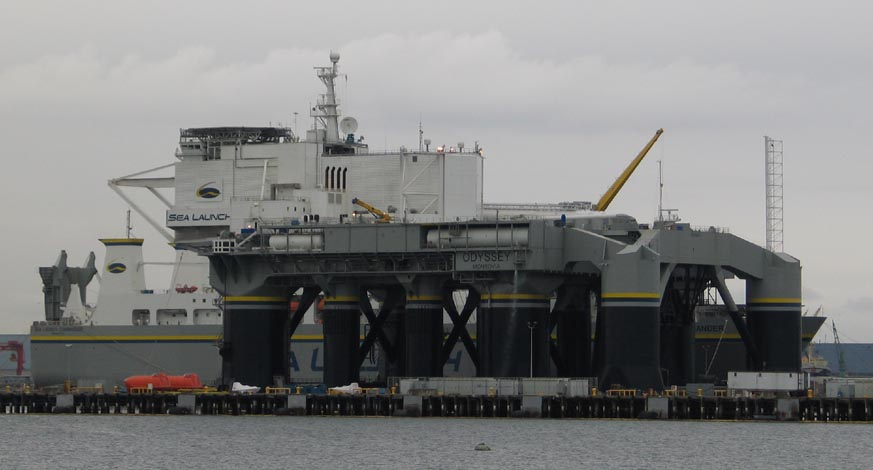
停泊於加利福尼亞州長灘港口的奧德賽號海上發射平台，在它背後的是海上發射指揮船，攝於2004年4月17日。奧德賽號由俄羅斯發明家伊戈爾·斯派斯基所設計，該平台隸屬於海上發射公司，主要是發射天頂號運載火箭進行商業有效載荷。

自1997年1月开始，红宝石设计局参与了名为“海上发射系统”(Sea Launch)的跨国计划。海上发射系统是一种在海上浮动平台上发射空间火箭的系统。这套系统被安放在赤道海域的圣诞岛。这个计划的参与国有美国、俄罗斯、乌克兰和挪威。
俄罗斯的技术方面主要负责研制装载指挥船和平台结构。其中发射平台的设备由红宝石设计制造的达到3000吨，约1100吨的装载到43艘装配指挥船上，全计划中至少1500个设计文件是由红宝石所作。 （页面存档备份，存于）。
现在该套系统已经投入使用并成功发射了至少21次商业发射任务。

### 其他民用项目
红宝石设计局号称“苏俄潜艇设计老大”，这不仅仅在军用上。红宝石设计局设计制造了一种海下观光潜艇。这种潜艇被命名为“沙多克”（Sadko）。这种潜艇能装载40名乘客，安全下潜深度为100米，极限深度为200~250米，而通常则只在40左右米的深度潜行以保证安全，而且为每名乘员都配备了水下逃生设备。艇上有三名工作人员负责操控潜艇和乘客服务。自2001年开始这种潜艇在塞浦路斯投入观光服务。
红宝石还设计制造了2种电力机车——ES250型电力动车组（ES-250 Sokol）电力客运列车和电力城市轨道列车。索科尔-250型可以在不改进轨道的情况下行驶并能达到200千米每小时以上的速度。根据红宝石所提供的数据，2000年~2002年的实验中索科尔-250型曾在俄罗斯普通火车轨道上跑出250千米每小时的速度，并将用于莫斯科至圣彼得堡的高速铁路  （页面存档备份，存于）。
此外，红宝石还推出了用于海水淡化和循环水净化的复合蒸馏技术，民用移动供电设备，以及运货潜艇设计技术（根据台风级核潜艇改装的潜水货运船）等等。

## 外部連結
- 官方网站（英文）（俄文）
- Five Color of the time，英文版，PDF文档，I·D·斯派斯基 （页面存档备份，存于）